# Mutilate (album)
Mutilate er et album lavet af Angerfist.

## Sange
| 1. Introduction 2. Bite Yo Style 3. Sensational Gargle (ft. Crucifier) 4. The Switch (ft. Predator) 5. Riotstarter 6. The Path Of Hell (Remixed By Crucifier) 7. Right Through Your Head 8. Strangle And Mutilate 9. Handz On My Ballz (ft. The Beat Controller) 10. In A Million Years 11. Smoke Yo Momma (ft. D-Spirit) 12. Silent Notes (ft.Predator) 13. Like This 14. Looking To Survive 15. Gas Met Die Zooi (Remixed By Tha Playah) | 1. House Fucka 2. Back Up 3. Stainless Steel (Rehabbed By Predator) 4. Close To You 5. TNT (ft.Tomcat & Rudeboy) 6. Choices 7. Alles Kut Enter (ft. Tomcat & Rudeboy) 8. Criminally Insane (Remixed By The Hitmen) 9. 187 (ft. Predator) 10. Anticipate 11. Broken Chain (ft. Crucifier / Remixed By Mad Dog) 12. That Shooting Pain (ft. D-Spirit) 13. Drug Revision (ft. The Guardian) 14. Essential Components 15. Your Soul Is Mine |  |